# Örsjö socken, Småland
Örsjö socken i Småland ingick i Södra Möre härad, ingår sedan 1971 i Nybro kommun och motsvarar från 2016 Örsjö distrikt i Kalmar län.
Socknens areal är 81,9 kvadratkilometer, varav land 76,5. År 2000 fanns här 801 invånare. Tätorten Örsjö med sockenkyrkan Örsjö kyrka ligger i socknen. 

## Administrativ historik
Örsjö socken bildades genom en utbrytning ur Madesjö socken, där Örsjö församling bildades 1 maj 1894 och Örsjö landskommun 1897. Då överfördes från Madesjö socken byarna Björstorp, Buttetorp, Bällsjö, Eskilsryd, Högahult, Knappsmåla, Kolfly, Kopparfly, Korpahult, Kroksjö, Nässjömåla, Olofsbo, Orrabäck, Ramsjö, Siggegärde, Skräddaregärde, Skäragärde, Västra Sävjös, Toresbo, Virrmo, Ällebäck, Ärngisslahyltan och Örsjö. 
Landskommunen uppgick 1952 i Madesjö landskommun som sedan 1969 uppgick i Nybro stad som 1971 ombildades till Nybro kommun.
1 januari 2016 inrättades distriktet Örsjö, med samma omfattning som församlingen hade 1999/2000.  
Socknen har tillhört samma fögderier och domsagor som Södra Möre härad.
Socken indelades fram till 1901 i (tillsammans med Madesjö socken) 134 båtsmanshåll, vars båtsmän tillhörde Södra Möres 1:a båtsmanskompani.

## Geografi
Örsjö socken ligger vid övre Hagbyåns lopp. Den består av skogsbygd. Örsjö  järnvägsstation på linjen Kalmar–Alvesta öppnades den 9 augusti 1874 och lades ned den 12 maj 1968.

## Fornminnen
Inga fornminnen är kända.

## Namnet
Namnet (1535 Örssio), taget från kyrkbyn och den näraliggande sjön, består av förledet ör - grusbank.

### Fotnoter
1. 1 2 3  Svensk Uppslagsbok Örsjö socken
2. 1 2  Harlén, Hans; Harlén Eivy (2003). Sverige från A till Ö: geografisk-historisk uppslagsbok. Stockholm: Kommentus. Libris 9337075. ISBN 91-7345-139-8
3. ↑  DMS 4:1, Möre
4. ↑  Administrativ historik för örsjö socken (Klicka på församlingsposten). Källa: Nationella arkivdatabasen, Riksarkivet.
5. ↑  "Ostkanten" om Blekinge och Södra Möres båtsmän
6. 1 2 3  Nationalencyklopedin
7. ↑  Sjögren, Otto (1931). Sverige geografisk beskrivning del 2 Östergötlands, Jönköpings, Kronobergs, Kalmar och Gotlands län. Stockholm: Wahlström & Widstrand. Libris 9939
8. ↑  Fornminnesregistret, Riksantikvarieämbetet: Örsjö socken, Småland Fornminnen i socknen erhålls på kartan genom att skriva in sockennamn (utan "socken") i "Ange geografiskt område"